# تپه پهلو آسیاب
تپه پهلو آسیاب مربوط به هزاره دوم و اول قبل از میلاد است و در شهرستان مانه و سملقان، جنوب اینچه، دره قزلان واقع شده و این اثر در تاریخ ۱۶ خرداد ۱۳۵۶ با شمارهٔ ثبت ۱۴۳۱ به‌عنوان یکی از آثار ملی ایران به ثبت رسیده است.